# ریورساید، ویچیتا، کانزاس
ریورساید (به انگلیسی: Riverside) یک منطقهٔ مسکونی در ایالات متحده آمریکا است که در ویچیتا، کانزاس واقع شده‌است. ریورساید ۲٬۵۰۲ نفر جمعیت دارد و ۳۹۸٫۰۷ متر بالاتر از سطح دریا واقع شده‌است.